# Сан-Феліче-а-Канчелло
Сан-Феліче-а-Канчелло (італ. San Felice a Cancello) — муніципалітет в Італії, у регіоні Кампанія,  провінція Казерта.
Сан-Феліче-а-Канчелло розташований на відстані близько 190 км на південний схід від Рима, 23 км на північний схід від Неаполя, 11 км на південний схід від Казерти.
Населення — 17 572 особи (2014).
Покровитель — San Felice.

## Демографія
Населення за роками:

Станом на 1 січня 2023 року в муніципалітеті офіційно проживало 610 іноземців з 39 країн, серед них 135 громадян країн Євросоюзу та 75 громадян України.

## Уродженці
- П'єтро Терраччано (*1990) — італійський футболіст, воротар.

## Сусідні муніципалітети
- Ачерра
- Арієнцо
- Маддалоні
- Нола
- Роккарайнола
- Санта-Марія-а-Віко